# Alte Kirche (Buldern)

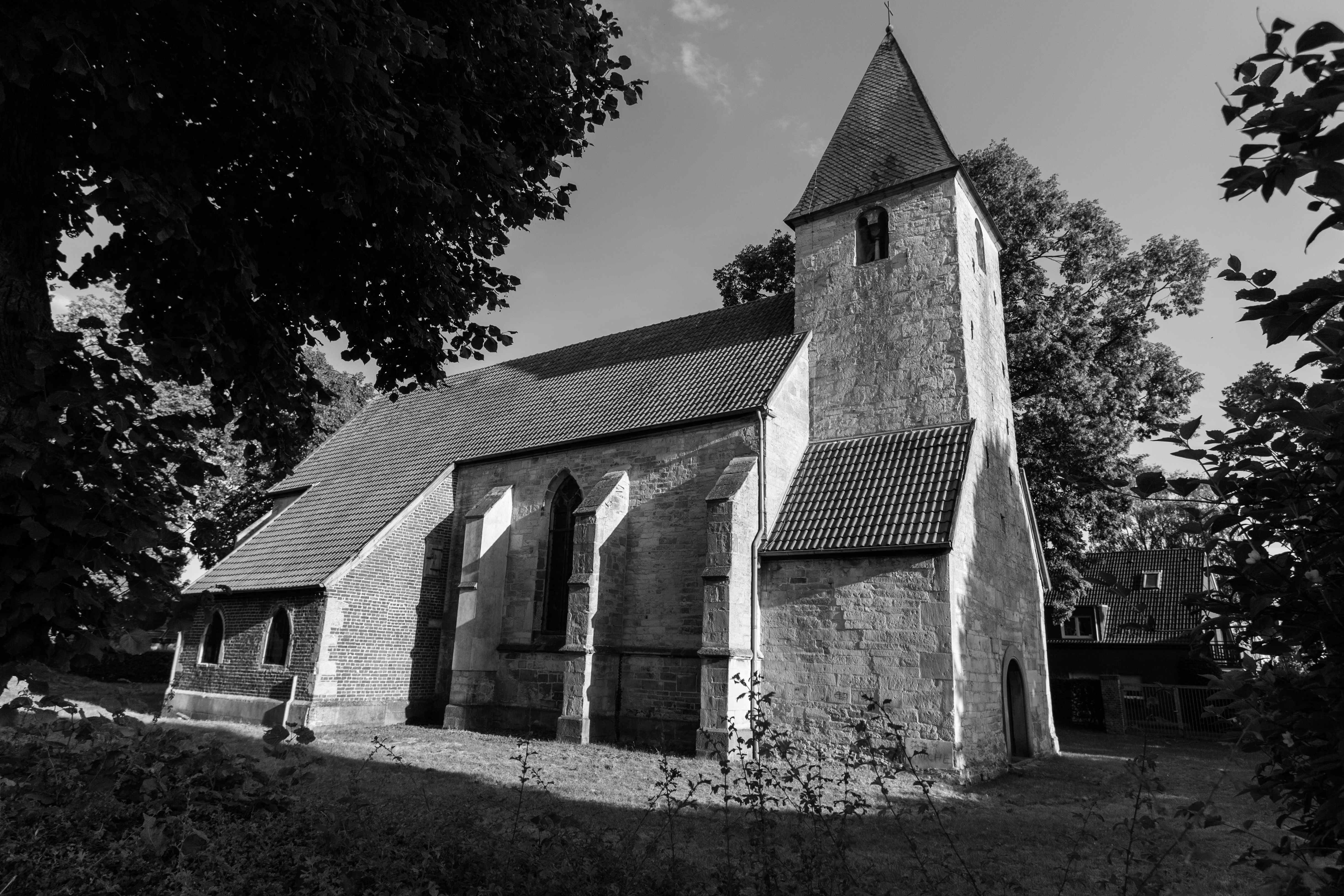
Alte Kirche (Buldern)

Die denkmalgeschützte, ehemals römisch-katholische Alte Kirche, 1912 als Grablege für die Familie von Romberg umgebaut, steht in Buldern, einem Ortsteil von Dülmen im Kreis Coesfeld von Nordrhein-Westfalen.

## Beschreibung
Die beiden westlichen Joche des Langhauses stammen aus dem späten 14. Jahrhundert, die übrigen Teile von 1507, wie auf dem Schlussstein des Gewölbes der Sakristei angegeben, die sich unter dem Schleppdach des Langhauses befindet. Das Langhaus und der Chor  im Osten mit Fünfachtelschluss werden von Strebepfeilern gestützt. Der mit einem schiefergedeckten Pyramidendach bedeckte Kirchturm erhebt sich aus einem breiten Erdgeschoss. Unter der Empore im Westen des Langhauses befindet sich die Gruft. Zur Kirchenausstattung gehören zwei Bildstocke mit den Heiligen Hugo von Lincoln und Bruno von Köln aus der Kartause Marienburg.